# Campeonato Mundial de Atletismo de 2015 - Salto com vara masculino
A prova do salto com vara masculino do Campeonato Mundial de Atletismo de 2015 foi disputada entre 22 e 24 de agosto no Estádio Nacional de Pequim, em Pequim.

## Recordes
Antes desta competição, os recordes mundiais e do campeonato nesta prova eram os seguintes:
| Tipo                  | Atleta            | Altura | Local    | Data                    | Ref |
| --------------------- | ----------------- | ------ | -------- | ----------------------- | --- |
|                       | Renaud Lavillenie | 6,16   | Donetsk  | 15 de fevereiro de 2014 | ver |
| Recorde do campeonato | Dmitri Markov     | 6,05   | Edmonton | 9 de agosto de 2001     | ver |

## Medalhas
| Ouro                  | Prata                   | Bronze                                                                  |
| Shawnacy Barber (CAN) | Raphael Holzdeppe (GER) | Paweł Wojciechowski (POL) · Renaud Lavillenie (FRA) · Piotr Lisek (POL) |

## Cronograma
Todos os horários são locais (UTC+8).
| Data         | Hora  | Evento        |
| ------------ | ----- | ------------- |
| 22 de agosto | 18:40 | Eliminatórias |
| 24 de agosto | 19:05 | Final         |

## Resultados

### Eliminatórias
Qualificação: 5,70 m (Q) e pelo menos 12 melhores (q) avançam para a final. 
| Colocação | Grupo | Atleta                 | Nacionalidade  | 5.25 | 5.40 | 5.55 | 5.65 | 5.70 | Marca | Notas |
| --------- | ----- | ---------------------- | -------------- | ---- | ---- | ---- | ---- | ---- | ----- | ----- |
| 1         | A     | Sam Kendricks          | Estados Unidos | o    | o    | o    | o    | o    | 5.70  | Q     |
| 1         | B     | Pawel Wojciechowski    | Polónia        | -    | o    | o    | o    | o    | 5.70  | Q     |
| 1         | B     | Renaud Lavillenie      | França         | -    | -    | -    | -    | o    | 5.70  | Q     |
| 1         | B     | Jan Kudlička           | Chéquia        | -    | o    | -    | o    | o    | 5.70  | Q     |
| 1         | B     | Robert Sobera          | Polónia        | -    | o    | o    | o    | o    | 5.70  | Q     |
| 1         | B     | Robert Renner          | Eslovênia      | -    | o    | o    | o    | o    | 5.70  | Q, NR |
| 7         | B     | Tobias Scherbarth      | Alemanha       | -    | o    | o    | x-   | o    | 5.70  | Q, SB |
| 7         | A     | Michal Balner          | Chéquia        | -    | o    | o    | xo   | o    | 5.70  | Q     |
| 7         | A     | Shawnacy Barber        | Canadá         | -    | o    | o    | xo   | o    | 5.70  | Q     |
| 7         | A     | Piotr Lisek            | Polónia        | -    | o    | o    | xo   | o    | 5.70  | Q     |
| 11        | A     | Augusto de Oliveira    | Brasil         | -    | o    | xxo  | o    | o    | 5.70  | Q     |
| 12        | A     | Ivan Gertlein          | Rússia         | xo   | xo   | xxo  | xo   | o    | 5.70  | Q, PB |
| 13        | A     | Germán Chiaraviglio    | Argentina      | o    | o    | o    | o    | xo   | 5.70  | Q     |
| 14        | A     | Kévin Menaldo          | França         | -    | o    | xo   | o    | xo   | 5.70  | Q     |
| 15        | A     | Ivan Horvat            | Croácia        | -    | o    | o    | o    | xxo  | 5.70  | Q, NR |
| 15        | A     | Raphael Holzdeppe      | Alemanha       | -    | -    | -    | -    | xxo  | 5.70  | Q     |
| 17        | B     | Aleksandr Gripich      | Rússia         | -    | o    | o    | o    | xxx  | 5.65  |       |
| 17        | B     | Carlo Paech            | Alemanha       | -    | -    | o    | o    | xxx  | 5.65  |       |
| 19        | B     | Thiago Braz da Silva   | Brasil         | -    | -    | xxo  | o    | xxx  | 5.65  |       |
| 20        | B     | Hiroki Ogita           | Japão          | -    | o    | o    | xo   | xxx  | 5.65  | SB    |
| 20        | A     | Brad Walker            | Estados Unidos | -    | o    | o    | xo   | xxx  | 5.65  |       |
| 22        | B     | Yao Jie                | China          | xo   | o    | o    | xo   | xxx  | 5.65  | PB    |
| 23        | B     | Georgiy Gorokhov       | Rússia         | o    | o    | xxo  | xxo  | xxx  | 5.65  | PB    |
| 23        | A     | Seito Yamamoto         | Japão          | -    | xo   | xo   | xxo  | xxx  | 5.65  | SB    |
| 25        | A     | Mareks Ārents          | Letônia        | o    | o    | o    | xxx  |      | 5.55  |       |
| 25        | B     | Konstadinos Filippidis | Alemanha       | -    | o    | o    | xxx  |      | 5.55  |       |
| 27        | B     | Jacob Blankenship      | Estados Unidos | -    | xo   | o    | xxx  |      | 5.55  |       |
| 28        | A     | Zhang Wei              | China          | o    | xxo  | o    | xxx  |      | 5.55  |       |
| 29        | A     | Steven Lewis           | Grã-Bretanha   | o    | o    | xxx  |      |      | 5.40  |       |
| 30        | B     | Nikita Filippov        | Cazaquistão    | o    | xo   | xxx  |      |      | 5.40  |       |
| 31        | B     | Adrián Vallés          | Espanha        | o    | xxo  | -    | xx-  | x    | 5.40  |       |
| 31        | A     | Arnaud Art             | Bélgica        | -    | xxo  | xxx  |      |      | 5.40  |       |
| 33        | A     | Fábio Gomes da Silva   | Brasil         | o    | xxx  |      |      |      | 5.25  |       |
| 33        | B     | Vladyslav Revenko      | Ucrânia        | o    | xxx  |      |      |      | 5.25  |       |
|           | A     | Natán Rivera           | Espanha        | xxr  |      |      |      |      | NM    |       |

### Final
A final ocorreu às 19:05.
| Colocação         | Atleta              | Nacionalidade  | 5.50 | 5.65 | 5.80 | 5.90 | 6.00 | Marca | Notas |
| ----------------- | ------------------- | -------------- | ---- | ---- | ---- | ---- | ---- | ----- | ----- |
| Medalha de ouro   | Shawnacy Barber     | Canadá         | o    | o    | o    | o    | xxx  | 5.90  |       |
| Medalha de prata  | Raphael Holzdeppe   | Alemanha       | -    | o    | xo   | xxo  | xxx  | 5.90  |       |
| Medalha de bronze | Paweł Wojciechowski | Polónia        | -    | o    | o    | xxx  |      | 5.80  |       |
| Medalha de bronze | Renaud Lavillenie   | França         | -    | -    | o    | xxx  |      | 5.80  |       |
| Medalha de bronze | Piotr Lisek         | Polónia        | o    | o    | o    | xxx  |      | 5.80  |       |
| 6                 | Kévin Menaldo       | França         | o    | o    | xxo  | xxx  |      | 5.80  |       |
| 7                 | Michal Balner       | Chéquia        | o    | o    | xxx  |      |      | 5.65  |       |
| 7                 | Tobias Scherbarth   | Alemanha       | o    | o    | xxx  |      |      | 5.65  |       |
| 9                 | Augusto de Oliveira | Brasil         | xo   | xo   | xxx  |      |      | 5.65  |       |
| 9                 | Ivan Horvat         | Croácia        | xo   | xo   | xxx  |      |      | 5.65  |       |
| 9                 | Sam Kendricks       | Estados Unidos | xo   | xo   | xxx  |      |      | 5.65  |       |
| 9                 | Germán Chiaraviglio | Argentina      | xo   | xo   | xxx  |      |      | 5.65  |       |
| 13                | Jan Kudlička        | Chéquia        | o    | xxx  |      |      |      | 5.50  |       |
| 13                | Robert Renner       | Eslovênia      | o    | xxx  |      |      |      | 5.50  |       |
| 15                | Robert Sobera       | Polónia        | xo   | xxx  |      |      |      | 5.50  |       |
| 16                | Ivan Gertlein       | Rússia         | xxx  |      |      |      |      | NM    |       |

Legenda
| Recorde mundial       | Recorde mundial (World record)               |                       | Recorde africano                      | Recorde africano (African) |                                           | Q | Classificado por posição (Qualified) |
| Recorde do campeonato | Recorde do campeonato (Championship record)  | Recorde da América    | Recorde da América (Americas)         | q                          | Classificado por melhor tempo (Qualified) |   |                                      |
| Melhor marca do ano   | Melhor marca do ano (World leading)          | Recorde asiático      | Recorde asiático (Asian)              | DNS                        | Não largou (Did not start)                |   |                                      |
| Recorde nacional      | Recorde nacional (National record)           | Recorde europeu       | Recorde europeu (European)            | DNF                        | Não terminou (Did not finish)             |   |                                      |
| Recorde pessoal       | Recorde pessoal do atleta (Personal best)    | Recorde da Oceania    | Recorde da Oceania (Oceania)          | DSQ / DQ                   | Desclassificado (Disqualified)            |   |                                      |
| Recorde da temporada  | Recorde da temporada do atleta (Season best) | Recorde sul-americano | Recorde sul-americano (South America) | NM                         | Sem marca (No mark)                       |   |                                      |